# Lorenzo Buzzi
Lorenzo Buzzi (2 de abril de 1994) es un deportista italiano que compite en esgrima, especialista en la modalidad de espada. Ganó una medalla de plata en el Campeonato Europeo de Esgrima de 2016, en la prueba por equipos.

## Palmarés internacional
| Campeonato Europeo | Campeonato Europeo | Campeonato Europeo | Campeonato Europeo |
| Año                | Lugar              | Medalla            | Prueba             |
| ------------------ | ------------------ | ------------------ | ------------------ |
| 2016               | Toruń (Polonia)    | Medalla de plata   | Espada por equipos |